# 잔혹한 인턴
《잔혹한 인턴》은 대한민국의 tvN 월요드라마 이자 TVING 오리지널 드라마이다. 티빙 선공개후 tvN에서 방영되었다.

## 기획 의도
7년 공백을 깨고 인턴으로 컴백한 고해라가 성공한 동기 최지원에게 은밀하고 잔혹한 제안을 받으면서 겪는 내면의 갈등을 사회생활 만렙 경력의 경험치로 불태우게 되는 이야기

## 제작진

### 제작사
- CJ E&M

- 래몽래인

### 연출
- 한상재 : ( KBS Korea 예능프로그램 《시간여행 역사속으로》(공동연출), tvN 예능 《재밌는 TV 롤러코스터》(공동연출), tvN 금요 시트콤 《막돼먹은 영애씨 시즌8》(공동연출), tvN 금요 시트콤 《막돼먹은 영애씨 시즌9》(공동연출), tvN 금요 시트콤 《막돼먹은 영애씨 시즌10》(공동연출), tvN 목요 시트콤 《막돼먹은 영애씨 시즌11》(연출), tvN 목요 시트콤 《막돼먹은 영애씨 시즌12》(공동연출), tvN 목요 시트콤 《막돼먹은 영애씨 시즌13》(공동연출), tvN 월화 미니시리즈 《막돼먹은 영애씨 시즌14》(공동연출), tvN 월화 시트콤 《막돼먹은 영애씨 시즌15》(연출), tvN 월화 미니시리즈 《시를 잊은 그대에게》(공동연출), tvN 금요 시트콤 《막돼먹은 영애씨 시즌17》(연출), ENA 월화 미니시리즈 《마당이 있는 집》(책임프로듀서) 등 연출 )

### 극본
- 박연경 : ( MBC 27부작 일일시트콤 《엄마가 뭐길래》(공동집필)

## 스트리밍 일정
| 스트리밍 | 기간                       | 업로드 본방송 시간 | 비고 |
| -------- | -------------------------- | ------------------ | ---- |
| TVING    | 2023년 8월 11일 ~ 9월 15일 | 금 오후 4시        |      |

## 출연진

### 주요 인물
- 라미란 : 고해라 역

경력직 인턴.
온갖 경력직 채용 다 떨어진후 신입 공채 면접에서 "상사가 시키는 일이라면 부당한 일이라도 시키는 대로 하겠다"는 발언으로 7년 공백을 깨고 다시 마켓하우스로 복귀한다.
- 엄지원 : 최지원 역

상품기획실 실장.
마켓하우스 실세. 직장에서 살아남기 위해 물불 가리지직고 이 자리에 왔는데 고민이 생겼다. 고해라를 면접장에서 만나고 잔혹한 제안을 건넨다.

### 주변 인물
- 이종혁 : 공수표 역

고해라의 남편이자 실직한 가장.
- 김원해 : 주광수 역

마켓하우스 이사. 휴직자를 조용히 처리하라 지원을 압박.
- 김인권 : 소제섭 역

상사의 비의를 맞추며 눈치보기 바쁜 과장.
- 김혜화 : 금소진 역

육아휴직을 고민하고 있는 워킹맘 과장
- 이채은 : 이문정 역

출산을 앞두고 휴직을 고민하고 있는 대리
- 박경리 : 박승주 역

철저히 개인주의자인 주임
- 서지후 : 강인욱 역

마켓하우스 상품기획 2팀 사원
- 김민서 : 공이영 역

고해라, 공수표의 딸로 중2

### 특별출연
- 이충주 : 태서준 역 (tvN 3~6회)

마켓하우스 경영 지원팀 실장.
태장환 부사장의 조카, 지원과 러브라인
- 소유진 : 노이현 역 (tvN 6회)

지원이 퇴사후 차린 회사에 면접보러온 워킹맘

## 에피소드 목록
| 화차 | 스트리밍 방송일 | 부제 (서브타이틀) | 비고 |
| ---- | --------------- | ----------------- | ---- |
| 1화  | 2023년 8월 11일 |                   |      |

## 참고 사항
- 라미란과 엄지원은... 2013년도에 개봉한 영화 《소원》에 이어서 10년만에 다시 한번 더 의기투합하게 되는 작품의 계기가 되었다.